# Каналече (Перуђа)
Каналече је насеље у Италији у округу Перуђа, региону Умбрија.
Према процени из 2011. у насељу је живело 63 становника. Насеље се налази на надморској висини од 436 м.